# 藤原帰一
藤原 帰一（ふじわら きいち、1956年（昭和31年）6月16日 - ）は、日本の政治学者。順天堂大学国際教養学研究科特任教授、東京大学未来ビジョン研究センター客員教授。
専門は、国際政治学・比較政治学・フィリピン政治研究。東京大学名誉教授。

## 経歴
東京都出身。東京銀行に勤務する父の関係で幼少期をニューヨーク近郊で過ごした帰国子女である。麻布高校を経て、1979年東京大学法学部を卒業し、1984年東京大学大学院博士課程単位取得満期退学。
フルブライト奨学生としてイェール大学大学院に留学。
1984年から1987年まで東京大学社会科学研究所助手、1987年から1992年まで千葉大学法経学部助手・助教授、1992年から1999年まで東京大学社会科学研究所助教授、1999年4月から2022年3月まで東京大学大学院法学政治学研究科教授を歴任したほか、2017年4月 からは東京大学政策ビジョン研究センター長（2019年4月 から2021年3月まで東京大学未来ビジョン研究センター長）を務めた。2022年6月、東京大学名誉教授となる。
その他、フィリピン大学アジアセンター客員教授、米国ウッドローウィルソン国際学術センター研究員、ジョンズ・ホプキンス大学高等国際研究院客員教授、英国ブリストル大学客員教授、千葉大学国際高等研究基幹特任教授・学長特別補佐（2022年10月より）などを務めた。

## 人物
東京大学で坂本義和、イェール大学でジェームズ・C・スコットにそれぞれ師事してフィリピンの政治、民主化や政軍関係、民主化過程の比較政治などを研究し、90年代半ばから国際政治に研究の重心を移した。
2001年に刊行した最初の単著『戦争を記憶する』が、折からの歴史認識論争の中で注目された。同時多発テロ事件以後は総合雑誌や新聞など論壇活動が増えてテレビ出演も多い。
2010年4月から2011年9月までテレビ朝日の「サンデー・フロントライン」にレギュラー出演した。『SIGHT』、『週刊東洋経済』、『週刊ダイヤモンド』などの雑誌に登場、ないし定期寄稿を行った。『kotoba』（季刊、集英社）で「国際政治の練習問題」、『青春と読書』（集英社のPR誌）で「ナショナリスト」を2007年7月号から11月号まで、それぞれ連載した。
放送大学大学院で国際政治の講義を担当し、2013年10月から大規模オンライン講座 (MOOC) の Coursera で、東京大学が提供する二科目の一つとして、 Conditions of War and Peace を開講した。現在は『朝日新聞』夕刊に月一回のコラム「時事小言」を2011年4月から担当しており、また2022年9月号以後、『世界』に「壊れる世界」を連載している。
大学時代に映画を多く鑑賞した映画マニアとしても知られ、『論座』の連載をまとめた『映画のなかのアメリカ』のほかに、『本』（講談社のPR誌）で「アンチ・ヒーローのアメリカ」を2004年9月から2005年9月まで、『AERA』で「映画の記憶」を2007年8月から2012年5月まで、それぞれ連載した。2012年4月に外国映画ベストサポーター賞を前田敦子とともに受賞した。2014年は『外交』で「戦争と映画」を、『毎日新聞』日曜版で「映画愛」をそれぞれ連載した。2015年からNHK「キャッチ!世界のトップニュース」で月一回の映画コーナー「映画で見つめる世界のいま」を担当している。
妻は国際政治学者でインド地域政治研究者の竹中千春（立教大学法学部元教授）である。

## 役職
東京大学大学院法学政治学研究科副研究科長、総合法政専攻長、日本比較政治学会会長、日本国際政治学会理事、日本政治学会理事、日本学術会議第一部連携会員、Global Governance 編集委員、Journal of East Asian Studies 編集委員、東京大学政策ビジョン研究センター元センター長、東京大学未来ビジョン研究センター元センター長、TBS番組審議会委員、石橋湛山研究学会世話人などを歴任。

## 受賞歴
- 第10回南北文化コミュニケーション賞（2001年）
- 第26回石橋湛山賞（2005年）『平和のリアリズム』[13]

## 著作

### 単著
- 『戦争を記憶する――広島・ホロコーストと現在』（講談社〈講談社現代新書〉、2001年、ISBN 4061495402）
- 『デモクラシーの帝国――アメリカ・戦争・現代世界』（岩波書店〈岩波新書〉、2002年、ISBN 400430802X）
- 『「正しい戦争」は本当にあるのか――論理としての平和主義』（ロッキング・オン、2003年、ISBN 4860520319,  / （再刊）講談社〈講談社+α新書〉、2022年、ISBN 4065285763）
- 『平和のリアリズム』（岩波書店、2004年）
  - 『新編 平和のリアリズム』（岩波書店〈岩波現代文庫〉、2010年、ISBN 978-4006002367）
- 『映画のなかのアメリカ』（朝日新聞社〈朝日選書〉、2006年、ISBN 4022598956）
- 『国際政治』（放送大学教育振興会〈放送大学大学院教材〉、2007年、ISBN 4595135041）
- 『戦争解禁―アメリカは何故、いらない戦争をしてしまったのか』（ロッキング・オン、2007年、ISBN 486052067X）
- 『これは映画だ！』（朝日新聞出版、2012年、ISBN 402331076X）
- 『戦争の条件』（集英社〈集英社新書〉、2013年、ISBN 4087206866）
- 『不安定化する世界――何が終わり、何が変わったのか』（朝日新聞出版、2020年、ISBN 4022950641）
- 『世界の炎上――戦争・独裁・帝国』（朝日新聞出版、2025年、ISBN 402295311X）

### 共著
- （金子勝・宮台真司・A・デウィット）『不安の正体！――メディア政治とイラク戦後の世界』（筑摩書房、2004年、ISBN 4480863583）
- （石田衣良）『世界一ポップな国際ニュースの授業』（文藝春秋〈文春新書〉、2021年、ISBN 978-4166612666）

### 編著
- 『テロ後――世界はどう変わったか』（岩波書店〈岩波新書〉、2002年、ISBN 4004307708）

### 共編著
- 国分良成・林振江『グローバル化した中国はどうなるか』（新書館、2000年、ISBN 4403230792）
- 『記憶から復興へ 紛争地域への復興協力と自治体の役割』（総合研究開発機構研究報告、2002年）
- 金子勝・山口二郎『東アジアで生きよう!――経済構想・共生社会・歴史認識』（岩波書店、2003年、ISBN 4000019309）
- 寺島実郎・小杉泰『「イラク戦争」検証と展望』（岩波書店、2003年、ISBN 4000221302）
- 李鍾元・古城佳子・石田淳『国際政治講座』（東京大学出版会、2004年-、第1巻・第2巻は未刊）
  - 3巻「経済のグローバル化と国際政治」（2004年、ISBN 4130342231）
  - 4巻「国際秩序の変動」（2004年、ISBN 413034224X）
- 大串和雄、遠藤誠治、石田淳『坂本義和集』全6巻（岩波書店、2004-2005年）第二巻と第三巻の解題も執筆
- 大芝亮・山田哲也『平和政策』（有斐閣、2006年、ISBN 4641183430）
- NHK「地球特派員」取材班『グローバル資本主義の未来 ― 危機の連鎖は断ち切れるか』（日本放送出版協会、2009年）
- 筑紫哲也著、吉岡弘之『この「くに」の面影』（日本経済新聞出版社、2009年、ISBN 4532167108）
- The Philippines and Japan in America's Shadow, with Yoshiko Nagano, (Singapore University Press, 2011 ISBN 9971694697) 日本語版『アメリカの影のもとで――日本とフィリピン』法政大学出版局、2011年、ISBN 9784588603181;フィリピン版America's Informal Empires : Philippines and Japan with Yoshiko Nagano, (Anvil, 2011 ISBN 9712727653)
- 大芝亮・山田哲也『平和構築・入門』（有斐閣、2011年、ISBN 4641049947）
- 鈴木達治郎、広瀬訓『核の脅威にどう対処すべきか 北東アジアの非核化と安全保障』(法律文化社、2018年、ISBN 978-4589039217)
- 竹中千春・ナジア フサイン・華井和代『気候変動は社会を不安定化させるか 水資源をめぐる国際政治の力学』（日本評論社、2022年、ISBN 978-4535540323）

## 論文

### 雑誌論文（日本語）
- 「イデオロギーとしてのエスニシティー――米国統治下における『モロ問題』の展開」『國家學會雑誌』第97巻7・8号（1984年）
- 「『世界システム』論の展開――I・ウォーラーステインをこえて」『思想』第738号（1985年）
- 「国際市場の変動と「開発」政策――ODA分析の前提として」『千葉大学法学論集』第3巻第1号（1988年）
- 「フィリピンにおける『民主主義』の制度と運動」『社会科学研究』第40巻第1号（1988年）
- 「援助なんか知らないよ――日本の政府開発援助を考える前に」『平和研究』第13号（1988年）
- 「民主化過程における軍部――A・ステパンの枠組とフィリピン国軍」日本政治学会編『年報政治学』（岩波書店、1989年）
- 「冷戦の後の平和 － 国際政治と日本の選択」『平和経済』第360号（1991年11月）pp.5-16
- 「国連の二つの顔 － 平和維持をめぐる選択」『軍縮問題資料』第133号（1991年12月）
- 「田舎の冷戦――統合米軍顧問団とフィリピン国軍再編成 1948-1950」『千葉大学法学論集』第6巻第2号（1991年）
- 「権力政治と相互依存――鴨武彦『国際安全保障の構想』を中心として」『思想』第803号（1991年）
- 「米中冷戦の終わりと東南アジア」『社会科学研究』第44巻第5号（1993年）
- 「冷戦の二日酔い――在比米軍基地とフィリピン・ナショナリズム」『アジア研究』第39巻第2号（1993年）
- 「田舎の冷戦・都会の冷戦」『総合的地域研究』第5号（1994年）
- 「専政の平和・談合の平和――比較の中のASEAN」『国際政治』125号（2000年）
- 「抑止としての記憶――国際政治の倫理化とその逆説」『国際問題』第501号（2001年）
- 「なぜ国民が語られるのか」『歴史学研究』第747号（2001年）
- 「戦争はどう記憶されてきたか」『東洋学術研究』第41巻第1号通巻148号（2002年）
- 「東アジアの平和構想」『Human Security』第5号（2002年）
- 「忘れられた人々――テロ・カトリーナ・周縁」『国際政治』第149号（2007年）
- 「アメリカとイスラム――社会通念と政策選択」『東洋学術研究』第47号第1号通巻第160号（2008年）
- 「民主化過程における宗教」『東洋学術研究』第51巻第1号通巻第168号（2012年）

### 単行本所収論文（日本語）
- 「フィリピンの政治制度 － 法制的側面を中心として」萩原宜之・村嶋英治編『ASEAN諸国の政治体制』アジア経済研究所（1987年）
- 「フィリピン政治と開発行政」福島光丘編『フィリピンの工業化――再建への模索』（アジア経済研究所、1990年）
- 「帝国主義論と戦後世界」大江志乃夫編『岩波講座近代日本と植民地 (1) 植民地帝国日本』（岩波書店、1992年）
- 「『民主化』の政治経済学――東アジアにおける体制変動」東京大学社会科学研究所編『現代日本社会 (3) 国際比較 [2]』（東京大学出版会、1992年）
- 「アジア冷戦の国際政治構造――中心・前哨・周辺」東京大学社会科学研究所編『現代日本社会 (7) 国際化』（東京大学出版会、1992年）
- 「政治変動の基本要素」・「政治変動の諸様相」矢野暢編『講座東南アジア学 (7) 東南アジアの政治』（弘文堂、1992年）
- 「フィリピンの政党政治――政党の消えた議会」萩原宜之・村嶋英治・岩崎育夫編『ASEAN諸国の政党政治』（アジア経済研究所、1993年）
- 「長い世紀末 － 世界戦争・民主主義・国民国家」『神奈川大学評論』第15号（1993年7月）
- 「私はなぜもういちど選挙にいくことを決めたのか」『別冊宝島189おいしい政治』宝島社（1993年）
- 「主権国家と国民国家――『アメリカの平和』への視点」山之内靖他編『岩波講座社会科学の方法XIグローバル・ネットワーク』（岩波書店、1994年）
- 「政府党と在野党――東南アジアにおける政府党体制」萩原宜之編『講座現代アジア (3) 民主化と経済発展』（東京大学出版会、1994年）
- 「工業化と政治変動――国家・資本・社会」坂本義和編『世界政治の構造変動 (3) 発展』（岩波書店、1994年）
- 「国際政治と合意」合意形成研究会編『カオスの時代の合意学』（創文社、1994年）
- 「ナショナリズムは二つの顔」『別冊宝島195地域紛争を知る本』宝島社（1994年）
- 「官僚と開発――経済発展の政治的条件」岩崎育夫・萩原宜之編『ASEAN諸国の官僚制』（アジア経済研究所、1996年）
- 「世界戦争と世界秩序――20世紀国際政治への接近」東京大学社会科学研究所編『20世紀システム (1) 構想と形成』（東京大学出版会、1998年）
- 「ナショナリズム・冷戦・開発――戦後東南アジアにおける国民国家の理念と制度」東京大学社会科学研究所編『20世紀システム (4) 開発主義』（東京大学出版会、1998年）
- 「冷戦の終わりかた――合意による平和から力の平和へ」東京大学社会科学研究所編『20世紀システム (6) 機能と変容』（東京大学出版会、1998年）
- 「ヘゲモニーとネットワーク――国際政治における秩序形成の条件について」東京大学社会科学研究所編『20世紀システム (6) 機能と変容』（東京大学出版会、1998年）
- 「東南アジアにおける冷戦と国家形成」五百旗頭眞編『「アジア型リーダーシップ」と国家形成』（TBSブリタニカ、1998年）
- 「グローバル化の二つの顔――相互依存と覇権秩序」日本比較政治学会編『グローバル化の政治学』（早稲田大学出版部、2000年）
- 「内戦と戦争の間――国内政治と国際政治の境界について」日本政治学会編『年報政治学』（岩波書店、2001年）
- 「記憶の戦いを超えて」船橋洋一編『いま歴史問題にどう取り組むか』（岩波書店、2001年）
- 「国民の崩壊・民族の覚醒――民族紛争の政治的起源」日本比較政治学会編『民族共存の条件』（早稲田大学出版部、2001年）
- 「民主化後の東南アジア――東南アジア政治体制の過去と現在」慶應義塾大学地域研究センター編『変わる東南アジア』（慶應義塾大学出版会、2002年）
- 「報復戦争のドラマトゥルギー――映画としてのアフガン介入」松原正毅・小杉泰・臼杵陽編『岐路に立つ世界を語る』平凡社（2002年）
- 「地域の自意識――グローバル化の中のナショナリズム」『講座東南アジア史 (9)「開発」の時代と「模索」の時代』（岩波書店、2002年）
- 「二つの恐怖の谷間で――冷戦後世界における暴力とアメリカ」小林正弥編『戦争批判の公共哲学』（勁草書房、2003年）
- 「軍と戦争――アジア史を概観して」青木保ほか編『アジア新世紀 (8) 構想』（岩波書店、2003年）
- 「帝国と大国のあいだ――日本にとってのアメリカ・中国にとってのアメリカ」毛里和子・張蘊嶺編『日中関係をどう構築するか』（岩波書店、2004年）
- 「国家形成と地域統合――国際環境のなかの東南アジア」五十嵐武士編『変貌するアジア太平洋世界 (2) 太平洋世界の国際関係』（彩流社、2005年）
- 「軍と警察――冷戦後世界秩序における国内治安と対外安全保障の収斂」山口厚・中谷和弘編『融ける境 超える法 (2) 安全保障と国際犯罪』（東京大学出版会、2005年）
- 「比較政治の危機」日本比較政治学会編『比較政治学の将来』（早稲田大学出版部、2006年）
- 「ゲートキーパーとリーダーシップ――グローバリゼーションのなかの政策選択のメカニズム」城山英明・大串和雄編『政治空間の変容と政策革新 (1) 政策革新の理論』（東京大学出版会、2008年）
- 「帝国は国境を越える──国際政治における力の分布」大芝亮・古城佳子・石田淳編『日本の国際政治学 (2) 国境なき国際政治』（有斐閣、2009年）

### 外国語
- "Peace Research in Japan: A Critical Review." Peace Studies Association of Japan (PSAJ) Newsletter, no.5,1984.
- "Imagining the Past, Remembering the Future", Social Science Japan, no.3 (1995).
- "Autocratic Peace or Democratic Peace? Domestic Origins of Regional Order in Southeast Asia", Foreign Relations Journal, vol. 11, no. 2 and vol. 12, no. 21 (1996).
- "Philippine Studies in Japan", Philippine Studies Newsletter, 1996.
- "State Formation and Regional Order: Southeast Asia in the International Environment," in Peter King and Kibata Yoichi eds., Peace Building in the Asia Pacific Region, (Allen and Unwin, 1996).
- "After the Fall: Changes in the Japanese Political Economy", Asian Perspectives, no. 4, 1999.
- "Histoire et nationalisme", Cahiers du Japon. Hiver 2001.
- "Ways of Remembering: The Rise and Fall of Hiroshima in Japanese War Memories", Maria Serena Diokno ed., Imagining the Past, Remembering the Future: Memories of War and Violence in Asia, (University of the Philippines Foundation, 2001).
- "Memory as Deterrence：The Moralization of International Politics", Japan Review of International Affairs, vol. 16, no. 2, 2002.
- "Patterns of Changes in International Relations: Major Wars and their Aftermath", Emirates Lecture Series 36, 2002.
- "Political Consequences of Globalization: Japan in Comparative Perspective", Proceedings of the AASREC Regional Conference, edited by the AASSREC and the National Centre for Social Sciences and Humanities of Vietnam, 2002.
- "The Ending of Wars and International Order: Leadership or Accord?" Social Science Japan no. 26, 2003.
- "Remembering the War: Japanese Style", Far Eastern Economic Review, December 2005.
- "The State of Asian Democracies", in Japan Foundation, ed., The Community of Asia: Concept or Reality?, (Anvil, 2006).
- "Between Terror and Empire: Japan's Response and the Post-9/11 Order", in Glenn D. Hook and Harukiyo Hasegawa, eds., Japanese Responses to Globalization: Politics, Security, Economics and Business, (Palgrave, 2006).
- "Imagining the Past: Memory Wars in Japan", Policy and Society, vol. 25, no. 4, 2007.
- "Japan's Misfiring Security Hedge: Discovering the Limits of Middle-Power Internationalism and Strategic Convergence" (with H.D.P.Envall) in William Tow and Rikki Kersten, eds., Bilateral Perspectives on Regional Security: Australia, Japan and the Asia-Pacific Region (Palgrave Macmillan, 2012), pp. 60-76.
- "Keizai-Kyoryoku: On the Life and Times of Japanese Economic Diplomacy," in William T. Tow, David Walton, and Rikki Kersten, eds., New Approaches to Human Security in the Asia-Pacific: China, Japan and Australia (Ashgate, 2013), pp. 93-106.
- “Japan’s Abe Administration: Steering a Course between Pragmatism and Extremism,” Asia Program, Chatham House, Sep. 14, 2015　(with John Nilsson-Wright).
- “Brexit and its Consequences: Anglo-Japanese Relations in a Post-EU Referendum World,” Asia Program, Chatham House, Oct. 3, 2016 (with John Nilsson-Wright).
- "Hiroshima, Nanjing, and Yasukuni: Contending Discourses on the Second World War in Japan," in Michael D. Gordin and G. John Ikenberry, eds., The Age of Hiroshima (Princeton University Press, 2020), pp. 201-218.
- "International Relations Perspectives: Cybergovernance in the Post-liberal Order", in Tomoko Ishikawa and Yarik Kryvoi, eds., Public and Private Governance of Cybersecurity: Challenges and Potential (Cambridge: Cambridge University Press, 2023), pp. 12-39 (with Paul Nadeau).

## 門下生
- 粕谷祐子（慶應義塾大学教授）
- 中溝和弥（京都大学教授）
- 今村祥子（追手門学院大学准教授）
- 林泉忠（元武漢大学教授）
- 佐橋亮（東京大学教授）
- 片桐梓（大阪大学准教授）
- 三浦瑠麗（株式会社山猫総合研究所・代表）
- 向和歌奈（亜細亜大学准教授）
- 玉置敦彦（中央大学教授）
- 松本朋子（東京理科大学准教授）
- 白糸裕輝（ミシガン大学助教）
- 中村正志（アジア経済研究所主任調査研究員）
- 向山直佑（東京大学准教授)